# Marcellus Wright, Jr.
Pour les articles homonymes, voir Wright.
Marcellus Eugene Wright, Jr. est un architecte américain né le 16 février 1907 dans le comté de Henrico et mort le 13 mars 2002. D'abord associé à son père, il a conçu de nombreux bâtiments en Virginie en commençant par signer une bonne part de l'infrastructure touristique développée au sein du nouveau parc national de Shenandoah dans la seconde moitié des années 1930.

## Quelques réalisations
- Big Meadows Lodge
- Big Meadows Wayside
- Dickey Ridge Visitor Center
- Elkwallow Wayside
- Lewis Mountain Lodge